# Paraplagusia guttata
Paraplagusia guttata es una especie de pez de la familia Cynoglossidae en el orden de los Pleuronectiformes.

## Distribución geográfica
Se encuentran desde las  costas de  China hasta las de Australia.